# Barmbrack

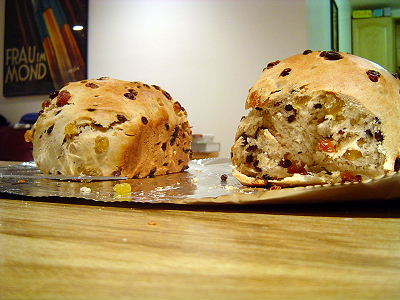
Barmbrack

Barmbrack (auch Barm Brack, irisch Bairín Breac) ist ein traditionelles irisches Gebäck, das auch zu Halloween serviert wird. Die englische Bezeichnung barm stammt vom altenglischen Wort beorma („Hefe“, „Sauerteig“). Irisches bairín bedeutet „Brotlaib“. Der Bestandteil brack stammt vom irischen Wort breac („gesprenkelt“). Es weist auf die reichhaltige Fruchtfüllung hin, die das Brot gesprenkelt aussehen lässt.
Barmbrack ist ein lockeres, leicht süßes Obst- oder Früchtebrot mit Rosinen und Sultaninen. In einigen Rezepten kommen zusätzlich getrocknete Johannisbeeren und Kirschen hinzu. Auch Datteln, Mandeln oder Walnüsse sowie Muskatnuss werden als Bestandteile in einigen Rezepten genannt. Die Früchte werden in Tee und Whiskey eingeweicht und dann in einem Hefeteig oder Brotteig, der als Treibmittel Backpulver nutzt, eingebacken. Das frische Barmbrack wird mit einer Gewürzbutter, bestehend aus Butter, Zimt und Lebkuchengewürz, bestrichen und gerne zum Tee gegessen.

## Brauchtum
Traditionell wird Barmbrack zu Halloween, dem irischen Samhain, gegessen. Zu dieser Gelegenheit werden weitere, besondere Zutaten in das Brot eingebacken, welche dem späteren Finder Hinweise für die Zukunft geben sollen. So werden in ein Barmbrack eingebacken:
- Ring, er steht für eine nahende Hochzeit,
- Erbse, für das Gegenteil,
- Zweig, bedeutet nahenden Streit,
- Penny, steht für ein erfolgreiches Jahr oder Reichtum in der Zukunft,
- Stoff, steht für Unglück oder Armut in der Zukunft,

Zu Neujahr werden in einigen Gegenden Reste des Barmbracks vor die Hintertür geworfen, um Unglück abzuwenden.

## Erwähnungen
Im Film Philomena wird der Hauptdarstellerin Judi Dench während ihrer Suche nach ihrem Kind zum Tee Barmbrack serviert.
Van Morrison besingt Barmbrack in seinem Song A Sense of Wonder mit der Textzeile Gravy rings, barmbracks, Wagon wheels, snowballs, bei der sich alles auf Süßigkeiten bezieht.
Auch der irische Schriftsteller James Joyce erwähnt Barmbracks in einer Kurzgeschichte aus seiner Sammlung Dubliners, die 1914 veröffentlicht wurde: “The fire was nice and bright and on one of the side-tables were four very big barmbracks. These barmbracks seemed uncut; but if you went closer you would see that they had been cut into long thick even slices and were ready to be handed round at tea.”